# Le Roc
Le Roc ist eine französische Gemeinde mit 208 Einwohnern (Stand 1. Januar 2022) im Département Lot in der Region Okzitanien. Sie gehört zum Kanton Souillac und zum Arrondissement Gourdon. Die nördliche Gemeindegrenze bildet die Dordogne, in die ganz im Westen der Tournefeuille einmündet.
Nachbargemeinden sind Pechs-de-l’Espérance im Norden, Lanzac im Osten, Nadaillac-de-Rouge im Süden und Saint-Julien-de-Lampon im Westen.

## Bevölkerungsentwicklung

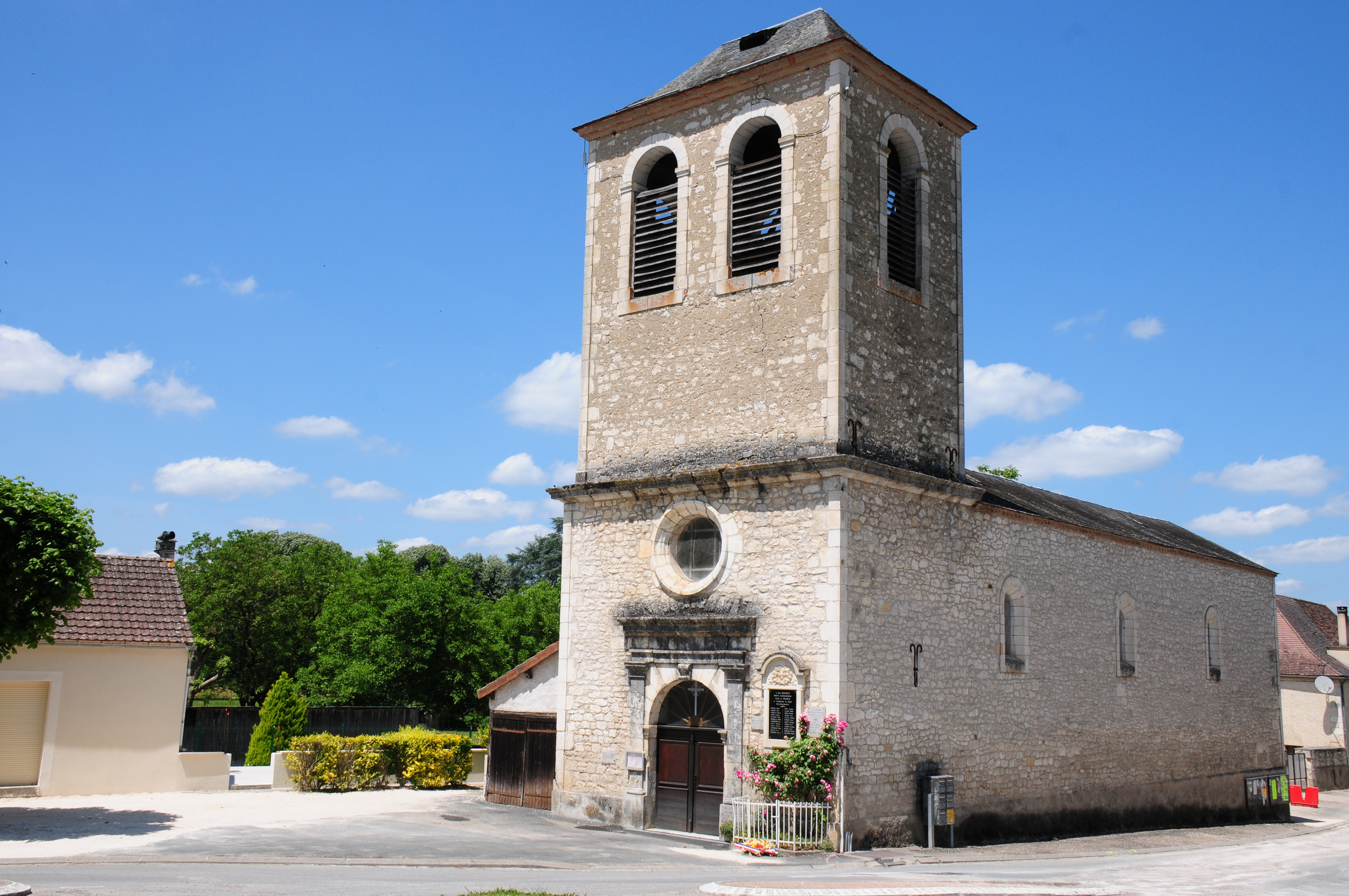
Kirche Saint-Roc

| Jahr      | 1962 | 1968 | 1975 | 1982 | 1990 | 1999 | 2008 | 2018 |
| --------- | ---- | ---- | ---- | ---- | ---- | ---- | ---- | ---- |
| Einwohner | 185  | 177  | 176  | 172  | 185  | 202  | 231  | 216  |